# Hostovice (Eslováquia)
Hostovice (em húngaro: Vendégi) é um município da Eslováquia, situado no distrito de Snina, na região de Prešov. Tem 29,04 km² de área e sua população em 2018 foi estimada em 285 habitantes.

## Demografia
| Ano:        | 1994 | 2004    | 2014    | 2024    |
| ----------- | ---- | ------- | ------- | ------- |
| Broj ljudi: | 388  | 349     | 290     | 235     |
| Razlika:    |      | -10,05% | -16,90% | -18,96% |

| Ano:               | 2023 | 2024   |
| ------------------ | ---- | ------ |
| Número de pessoas: | 237  | 235    |
| Diferença:         |      | -0,84% |